# Det var en gång (brittisk TV-serie)
Det var en gång är en brittisk TV-serie producerad av Hat Trick Productions för BBC Northern Ireland och sändes i BBC One. Traditionella folksagor har fått en ny tappning och utspelar sig i en modern miljö. Det först avsnittet sändes 10 januari 2008 på BBC och de andra följde därefter med en veckas mellanrum. I Sverige sändes första avsnittet den 12 maj 2008 på TV4 och även här följde de andra avsnitten med en veckas mellanrum.

## Avsnitt

### Rapunzel
Det första avsnittet Sagan om Rapunzel är en variant på sagan med samma namn. Rapunzel är Billy Jane Brooke (Charity Wakefield), en tennisspelare med sin överbeskyddande mor (Geraldine James) till manager. Hon träffar Jimmy Stojkovic (Lee Ingleby), och tycke uppstår. Det finns dock en hake, Jimmy är en oerhört dålig manlig tennisspelare (rankad på 1004 plats i världen) och hans manager och far (Shaun Williamson) har tvingat honom att klä ut sig till kvinna så han kan spela i de kvinnliga mästerskapen vilket komplicerar deras förhållande en hel del.
Avsnittet skrevs av Ed Roe och regisserades av Catherine Morshead.

### Askungen
Det andra avsnittet i serien Askungen är en av de äldsta folksagorna i världen som här utspelas på ett universitet. Huvudpersonerna är Cindy (Maxine Peake) som jobbar som städerska och professor Prince (James Nesbitt) som har kommit fram till att män står för den mänskliga artens överlevnad. Detta är något som Cindy dock är fast besluten att motbevisa.
Avsnittet regisserades av Peter Lydon och skrevs av Anil Gupta och Richard Pinto. Musiken är en blandning av titelmusik och nyskrivet material av Sheridan Tongue.

### Kejsarinnans nya kläder
I det tredje avsnittet Kejsarinnans nya kläder får man träffa såpastjärnan Michaela (Denise Van Outen) som är besatt av mode och som är fast besluten att stjäla showen från sin största rival Shekeelia (Koel Purie) på den kommande Silver sphere-galan. För att lyckas med detta får Michaelas vän Shannon i uppdrag att utse det perfekta teamet som får i uppdrag att designa det ultimata plagget till Michaela.

### De tre bockarna Bruse
Det fjärde avsnittet De tre bockarna Bruse handlar om medlemmarna i bandet Billy Goat och deras troll till manager. 
Avsnittet skrevs av Jeremy Dyson.